# مايكل رايلي بورك
مايكل رايلي بورك (بالإنجليزية: Michael Reilly Burke)‏ مواليد 27 يونيو 1964 في كاليفورنيا، هو ممثل أمريكي. ظهر في مسلسل ستار تريك.

## الأعمال
- ستار تريك: الجيل التالي
- ملروس بليس
- ستار تريك: ديب سبيس ناين
- إن واي بي دي بلو
- دياجنوسيز: موردر
- هجوم المريخ!
- بيفرلي هيلز 90210
- آلي مكبيل
- المسحورات
- جاغ

## روابط خارجية
- مايكل رايلي بورك على موقع IMDb (الإنجليزية)
- مايكل رايلي بورك على موقع ألو سيني (الفرنسية)
- مايكل رايلي بورك على موقع أول موفي (الإنجليزية)
- مايكل رايلي بورك على موقع قاعدة بيانات الفيلم (الإنجليزية)